# Ксамил
Острва Ксамил (алб. Ishujt e Ksamilit) састоје се од четири стеновита острвца која се налазе у непосредној близини Јонског мора на југу Албаније. Назив су добила по истоименом насељу које се налази источно од острва. Налазе се у близини Националног парка Бутринт.